# Alberto Angelini
Alberto Angelini, född 28 september 1974 i Savona, är en italiensk vattenpolospelare. Han ingick Italiens landslag vid olympiska sommarspelen 1996, 2000, 2004 och 2008.
Angelini gjorde elva mål i OS-turneringen 1996 i Atlanta där Italien tog brons.
Angelini ingick i det italienska laget som tog EM-guld 1995 i Wien.